# Japonitata concaviuscula
Japonitata concaviuscula es una especie de insecto coleóptero de la familia Chrysomelidae.
Fue descrita científicamente en 1997 por Yang in Yang, Li, Zhang & Xiang.